# クレイジー一族
クレイジー一族 (クレイジーいちぞく)は、新日本プロレスのプロレスラー、矢野通と飯塚高史によるタッグチーム。

## 略歴
2010年10月より開催されたG1 TAG LEAGUEに「BLOODY CHAOS」の名称でエントリーし、タッグとしての活動を開始する。
2011年8月27日、日本武道館で開催されたALL TOGETHERのセミファイナルに登場し、武藤敬司&小橋建太組と対戦したが飯塚が小橋のムーンサルトプレスでピンフォール負けを喫した。また、この試合は東京スポーツが主催するプロレス大賞で年間最高試合（ベストバウト）賞を受賞した。
2012年3月、テンコジ（天山広吉&小島聡）が保持するIWGPタッグ王座を強奪する暴挙に出た。5月3日、レスリングどんたくで同王座を賭けたタイトルマッチでテンコジと対戦、試合終盤に天山が入場時に所持していた手錠を飯塚が逆に利用し、天山を鉄柵に固定する。その隙に矢野が小島からピンフォール勝ちを収め、第59代王者組となった。だが、11月20日よりタイトルが改められたWORLD TAG LEAGUEでは「混沌暗闇仕掛人」としてエントリーするも、予選落ちに終わった。
2013年2月9日、NOAHの後楽園ホール大会に初参戦しマイバッハ谷口＆マイバッハ谷口Jrと対戦したが、試合は無効試合に終わるもメインイベントの試合終了後に乱入し谷口と結託する。矢野＆飯塚組が丸藤正道、杉浦貴が保持していたGHCタッグ王座、マイバッハがKENTAが保持していたGHCヘビー級王座をそれぞれ強奪するという暴挙に出た。その後、3月10日のNOAHの横浜文化体育館大会で三人がそれぞれの王座に改めて挑戦したが杉浦を大流血に追い込み、さらには丸藤を場外の鉄柵に手錠でつなぐことに成功し、第28代王者に君臨した。
10月14日、翌年1月4日に開催されるレッスルキングダム8でグレイシー一族（ダニエル・グレイシー&ホーレス・グレイシー）の参戦が発表され、永田裕志&桜庭和志組との対戦が決定した。この対戦カードに横槍を入れた矢野が飯塚と共に「クレイジー一族」を名乗り、グレイシー一族との対戦権を永田&桜庭組から強奪するために11月9日のPOWER STRUGGLEでの対戦を要求した。後日、両チームが対戦したが飯塚が桜庭のサクラバロックでギブアップ負けを喫した。
2014年2月9日、THE NEW BEGINNING in HIROSHIMAで永田&桜庭組との再戦が実現したが、飯塚が桜庭に自身のお株を奪われるアイアンフィンガー・フロム・ヘル地獄突きを喰らい、反則勝ちを収めた。
2月11日、THE NEW BEGINNING in OSAKAで行われた永田&桜庭組vsダニエル&ホーレス組の試合後、勝利したグレイシー一族に対戦をアピールした。これにより、4月6日のINVASION ATTACKでの両チームの対戦が決定した。
4月6日、INVASION ATTACKでプロレス対異種格闘技ルールで試合したが、飯塚がダニエルのヒールホールドでグレイシー一族に敗北を喫した。
5月25日、BACK TO THE YOKOHAMA ARENAにて鈴木みのる、シェルトン・X・ベンジャミン組と対戦した。しかし、飯塚がリングインした直後に矢野にイス攻撃を見舞い、さらにはベンジャミンのペイダート、鈴木のゴッチ式パイルドライバーが決まり矢野がピンフォールされ、試合後飯塚が鈴木軍入りを果たした。これにより、このチームの活動は終了した。

## タイトル歴
新日本プロレス
IWGPタッグ王座（第59代）
プロレスリング・ノア
GHCタッグ王座（第28代）
プロレス大賞
年間最高試合賞（2011年）